# 死靈
『死靈』（しれい）は、戦後日本の文学者・埴谷雄高の思弁的長編小説である。同作者の代表作。

## 概要
全十二章を構想し、戦後の約半世紀を費やして執筆されたが、第九章まで書き進められたところで未完のまま終わっている。当初の構想では、釈迦と大雄（ヴァルダマーナ、ジャイナ教の創始者）の議論までが書かれるはずであった。なお、巻頭のエピグラム「悪意と深淵の間に彷徨いつつ／宇宙のごとく／私語する死霊達」は『不合理ゆえに吾信ず』からの自己引用であり、『死靈』は文字通り埴谷の文学的探求の根源から存在する問題意識を小説・物語の形を借りた議論によって形象化しようとした壮大なものであった。
『死靈』は、『近代文学』誌上に1946年（昭和21年）1月号から1949年（昭和24年）11月号にかけて第四章までが連載され、ここで筆者が腸結核を病んだ事情もあって中絶した。長いブランクを経て第五章が、1975年（昭和50年）に『群像』で発表され、以後は『群像』誌上で続編が掲載されていった。1976年（昭和51年）、日本文学大賞を『定本 死靈』で受賞。以後の単行本は、講談社から順次刊行され、1998年（平成10年）2月から刊行開始された『埴谷雄高全集』第1回配本の第3巻に、『死靈』全編及び第九章未定稿が収められている。埴谷自身、文庫版は出版から1世紀以上経っている作品のみとすべきとの考えから、生前は自らの作品を決して文庫に入れようとはしなかったが、2003年（平成15年）に講談社文芸文庫で刊行された。
自身は、第九章脱稿時に、全九章及び第九章未定稿をもって『死霊』を完結としたが、友人本多秋五らの説得によって第九章未定稿部分を撤回し、『死霊』は未完という形で終わらせた。なお、第九章の完結後、「『死靈』断章（一）～（五）」として続稿、ないし遺漏稿と思われるアフォリズム的小文は、『群像』1996年（平成8年）8月・9月・11月・12月号、翌1997年（平成9年）4月号に掲載された。これらの断章は『埴谷雄高全集　11巻』にすべて収められた。
1995年（平成7年）1月9日～13日の5夜に渡り、NHK教育テレビが、『ETV8特集 埴谷雄高・独白「死霊」の世界』を放送。また放送分を書籍化し、NHK出版から同名の著作が、1997年（平成9年）に出版されている（白川正芳責任編集）。
2007年（平成19年）10月2日、埴谷雄高の遺品などの寄贈を受けていた神奈川近代文学館は、埴谷の残した膨大な資料の中から作品の構想過程が分かる詳細なメモを発見。1930年代の物と思われるそのメモは『死靈』が文字通り埴谷の生涯を賭した作品であることを明確に示している。なお、これらの資料は『群像』2007年（平成19年）11月号に転載され、研究者の鹿島徹などが解説をくわえている。

## 刊行書誌（文学全集は除く）
第五章発表後の単行本化（全五章を収めた一巻本）の際に改稿されたため、第四章までは、「近代文学」連載版と現行の講談社版とで異同がある。

### 「近代文学」連載版

#### 眞善美社版
- 『死靈』 第一巻、眞善美社、1948年10月30日。doi:10.11501/1133331。

#### 近代生活社版
- 『死靈』 第一巻、近代生活社、1956年9月10日。doi:10.11501/1355551。

#### 作品集版
- 『埴谷雄高作品集』 1巻 死靈、河出書房新社、1971年3月25日。ISBN 978-4-309-60751-1。

### 現行の講談社版

#### 定本版
- 『定本 死霊』講談社、1976年4月22日。NCID BA37810704。 - 注釈：1章〜5章

#### 章毎の単行本版
- 『死霊』 六章　愁いの王、講談社、1981年9月8日。ISBN 978-4-06-118386-5。
- 『死霊』 七章、講談社、1984年11月26日。ISBN 978-4-06-201632-2。
- 『死霊』 八章、講談社、1986年11月20日。ISBN 978-4-06-203078-6。
- 『死霊』 九章、講談社、1995年12月20日。ISBN 978-4-06-208013-2。

#### 3章毎の単行本版
- 『死霊』 Ⅰ、講談社、1981年9月8日。ISBN 978-4-06-118381-0。 - 注釈：1章〜3章
- 『死霊』 Ⅱ、講談社、1981年9月8日。ISBN 978-4-06-118382-7。 - 注釈：4章〜6章
- 『死霊』 Ⅲ、講談社、1996年7月30日。ISBN 978-4-06-208317-1。 - 注釈：7章〜9章

#### 全集版
- 『埴谷雄高全集』 3 死霊、講談社、1998年2月。ISBN 978-4-06-268053-0。
- 『埴谷雄高全集』 11 「死霊」断章、講談社、1999年11月。ISBN 978-4-06-268061-5。
- 『埴谷雄高全集』 別巻 資料集・復刻 死靈、講談社、2001年5月。ISBN 978-4-06-268070-7。

#### 文庫版
- 『死霊』 Ⅰ、講談社〈講談社文芸文庫〉、2003年2月10日。ISBN 978-4-06-198321-2。 - 注釈：1章〜3章
- 『死霊』 Ⅱ、講談社〈講談社文芸文庫〉、2003年3月10日。ISBN 978-4-06-198325-0。 - 注釈：4章〜6章
- 『死霊』 Ⅲ、講談社〈講談社文芸文庫〉、2003年4月10日。ISBN 978-4-06-198328-1。 - 注釈：7章〜9章